# Vriesea sandrae
Vriesea sandrae är en gräsväxtart som beskrevs av Elton Martinez Carvalho Leme. Vriesea sandrae ingår i släktet Vriesea och familjen Bromeliaceae. Inga underarter finns listade i Catalogue of Life.